# Gregori VIII
|  | Per a altres significats, vegeu «Gregori VIII (antipapa)». |

Gregori VIII (Benevent, 1100 - Pisa, 17 de desembre de 1187) va ser Papa de l'Església Catòlica el 1187.
De nom Alberto de Mora, va ser nomenat cardenal pel papa Adrià IV per a posteriorment actuar com a canceller per al papa Alexandre III en el concili que el 1172 es va celebrar a Avranches i que va donar lloc a l'absolució del rei anglès Enric II de l'acusació d'assassinat de Tomàs Becket.
Durant el seu breu pontificat va proclamar, mitjançant la publicació de la butlla Audita tremendi, la Tercera Croada en conèixer la derrota croada en la batalla d'Hattin i la subsegüent caiguda de Jerusalem a les mans de Saladí.
Preparant la flota que hauria de transportar les tropes cristianes a Terra Santa es va desplaçar a Pisa amb la finalitat d'aconseguir el cessament d'hostilitats entre aquesta ciutat i Gènova.
Trobant-se a Pisa, va morir el 17 de desembre del 1187.
Les profecies de Sant Malaquies es refereixen a aquest papa com Ensis Laurentii (L'espasa de Llorenç) citació que fa referència al fet que abans de ser elegit pontífex va ser cardenal de Sant Llorenç i també que al seu escut d'armes apareixen dues espases.